# 足立和也
足立和也（日语：／ Adachi Kazuya，1990年10月23日—），日本男子皮划艇运动员，2014年亚洲运动会男子单人皮艇激流回旋金牌得主、2018年亚洲运动会男子单人皮艇激流回旋银牌得主。